# Centre hospitalier André-Boulloche
Le centre hospitalier André-Boulloche (plus couramment appelé hôpital de Montbéliard) est un ancien centre hospitalier créé en 1898 à Montbéliard, sous-préfecture du Doubs en France et fermé en 2017. Il porte le nom d'André Boulloche, homme politique français, maire de Montbéliard, mort en cours de mandat.
Il remplace un hôpital daté de 1464, la ville possède des hospices mentionnés depuis 1249.
Modernisé et agrandit à de multiples reprises entre les années 1920 et 2000, il fusionne administrativement avec le centre  hospitalier de Belfort. Un nouvel hôpital est ouvert en 2017 à mi-chemin entre les deux villes à Trévenans. L'hôpital de Montbéliard est alors reconvertit en logement, commerces, cabinets médicaux et bureaux.

## Localisation
L'hôpital est situé à la Chiffogne, à 1 km au nord du centre-ville de la commune de Montbéliard, dans le département français du Doubs en région Bourgogne-Franche-Comté.

## Histoire

### Les graviers (1249-1461)
Un premier hôpital est créé en 1249 par Thierry III, comte de Montbéliard au lieu dit l’îlot « les Graviers » ou « pré de l'Aiguillon » sur la rive droite de l'Allan, en dehors de la ville, afin d'isoler les malades touchés par les épidémies. Les mercenaires écorcheurs du Dauphin, futur Louis XI, détruisent l'hôpital avant 1461,.

### Ancien hôpital (1464-1897)
Un second hôpital est construit en 1464 par les princes de Montbéliard, cette fois au cœur de la vieille ville de Montbéliard, au pied du château, place Saint-Martin, il est géré par les bourgeois de la ville. Il est rénové en 1776. Initialement réservés au vieillards et infirmes, il est ouvert à tous les malades en 1840. Aménagé pour 25 lits, il est rapidement limité, notamment après la guerre franco-prussienne. Il accueille alors 75 personnes y compris le personnel soignant,.
En 1874, la garnison militaire est de retour dans la ville et nécessite des locaux réservés dans l'hôpital. Les militaires sont touchés par la fièvre typhoïde (45 cas en 1878 puis 47 en 1879) et font tripler la population de l'hôpital qui doit s'entasser, les maigres agrandissements n'y changent rien. De plus l'hôpital est sombre, insalubre, humide et encaissé dans un tissu urbain hérité du Moyen Âge. Il est chauffé par des poêles à houille qui rougissent et sont brulants l'éclairage est assurer par des chandelles. Le 5 octobre 1859, un rapport du conseil d’hygiène exige son transfert loin du centre dans les plus brefs délais.
L'ancien hôpital est désaffecté en 1897.

### Centre hospitalier André Boulloche (1898-2017)
Le 12 mars 1891, la commune obtient un prêt de 150 000 francs auprès de la Caisse d'Epargne et reçoit 52 000 francs de souscriptions publiques. Le budget total s'élève à 500 000 francs et la commune participe à hauteur de 200 000 francs. Des aides et subventions sont demandés : 150 000 francs de la Commission du Pari Mutuel (notamment grâce à Jules Viette, ministre originaire du Doubs), 84 000 francs de l'armée qui réserve un pavillon et 28 lits, 5 000 francs de la société Japy (important employeur local).
Les terrains sont acquis par la municipalité en janvier 1895. La société attributaire de la construction est l'entreprise Andréoli, basée à Montbéliard. L'architecte est Charles Surleau.
Les sept bâtiments initiaux sont construits en pierre et inaugurés de façon festive les 25 et 26 juin 1898, ils abritent 144 lits dont 14 pour le personnel. Il s'agit d'un hôpital pavillonnaire avec des bâtiments éloignés les uns des autres pour des raisons hygièniques et hygiénistes. Ces derniers sont reliés entre eux par des galeries couvertes. Chaque pavillon possède une fonction : chirurgie, médecine, lits militaires, lits contagieux, administration, services généraux-cuisines et bains-buanderie. L'ensemble est chauffé à la vapeur en circuit fermé et éclairé par l'électricité,.

Les bâtiments de 1898 après leur construction.
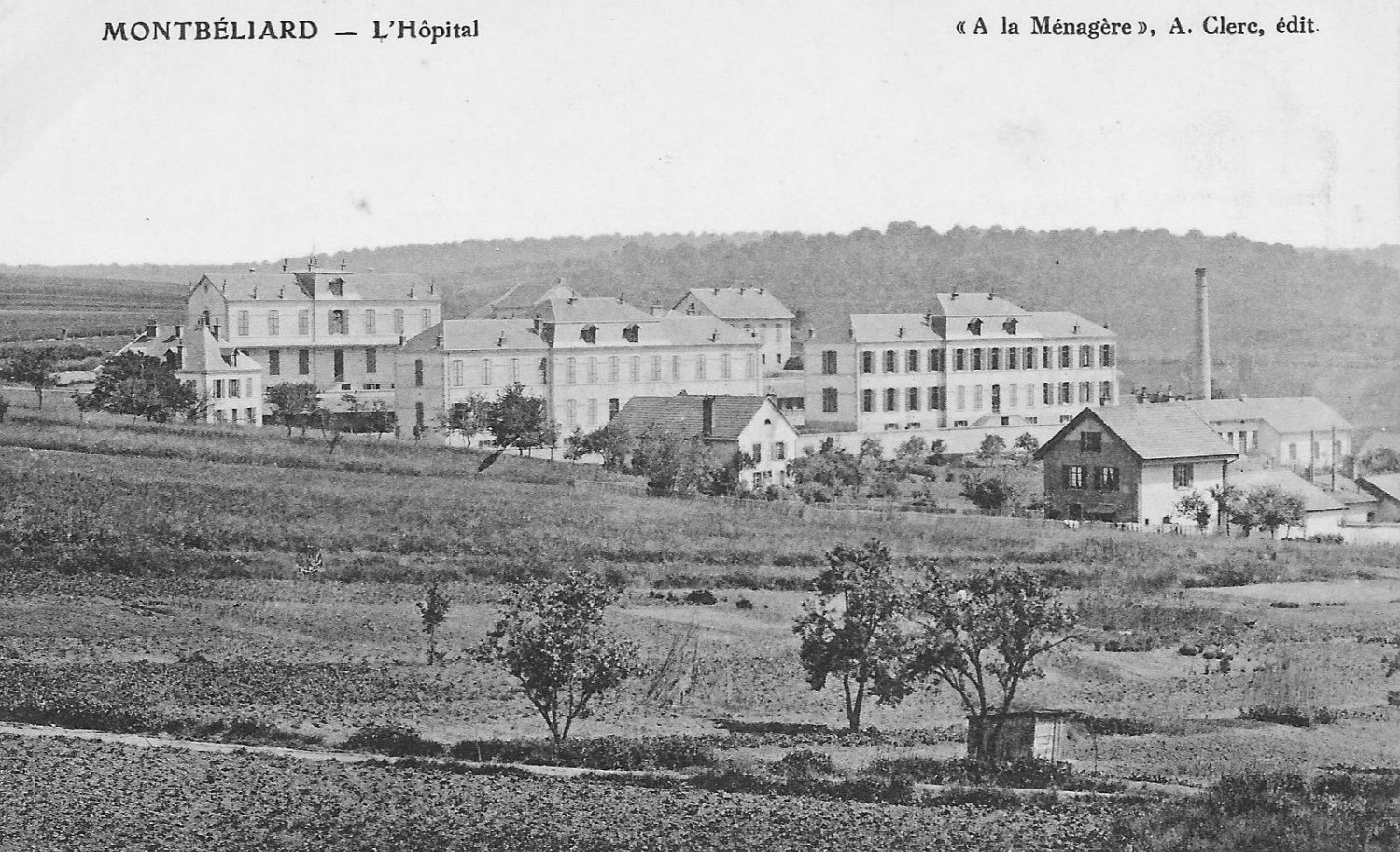
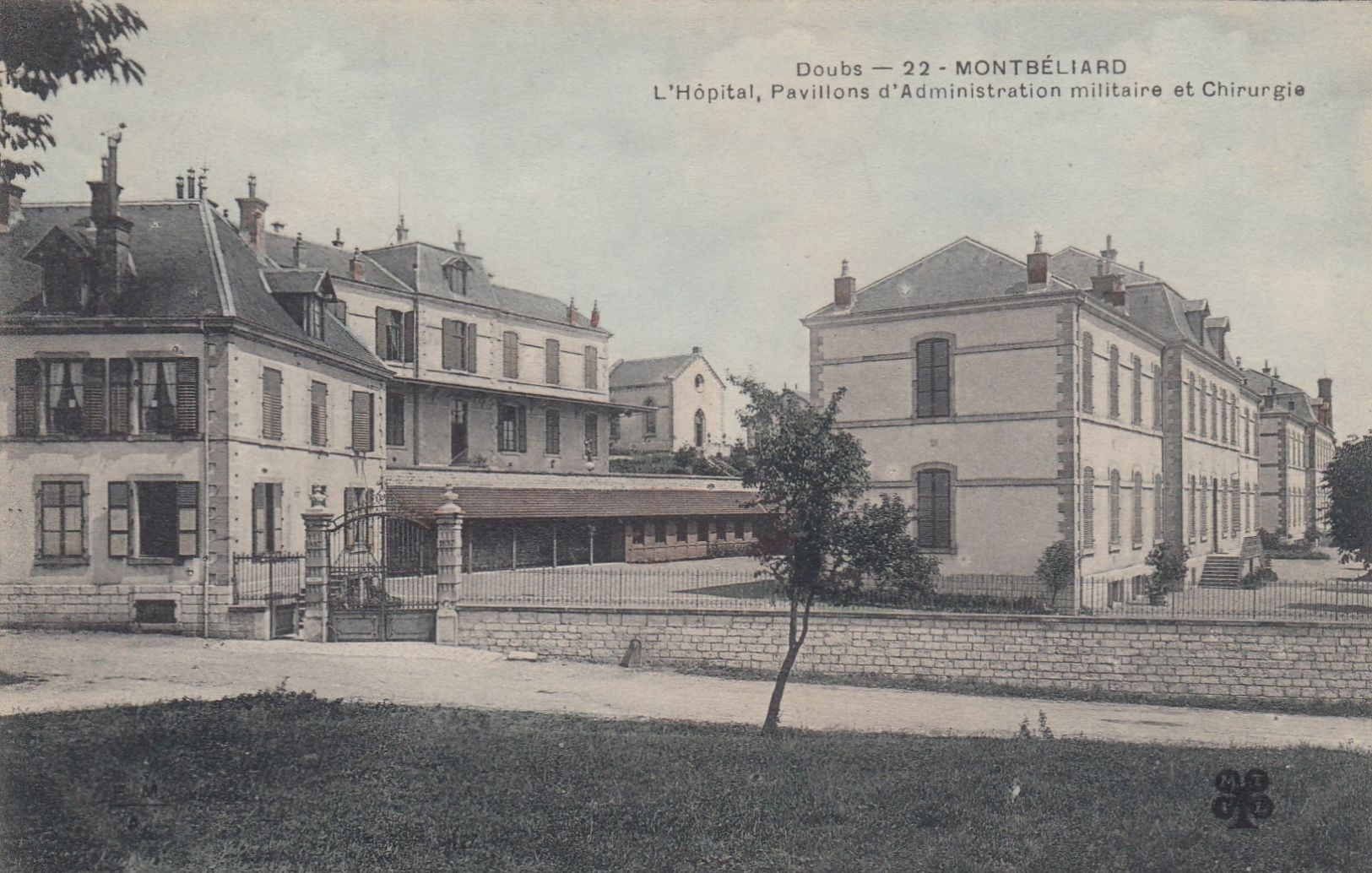
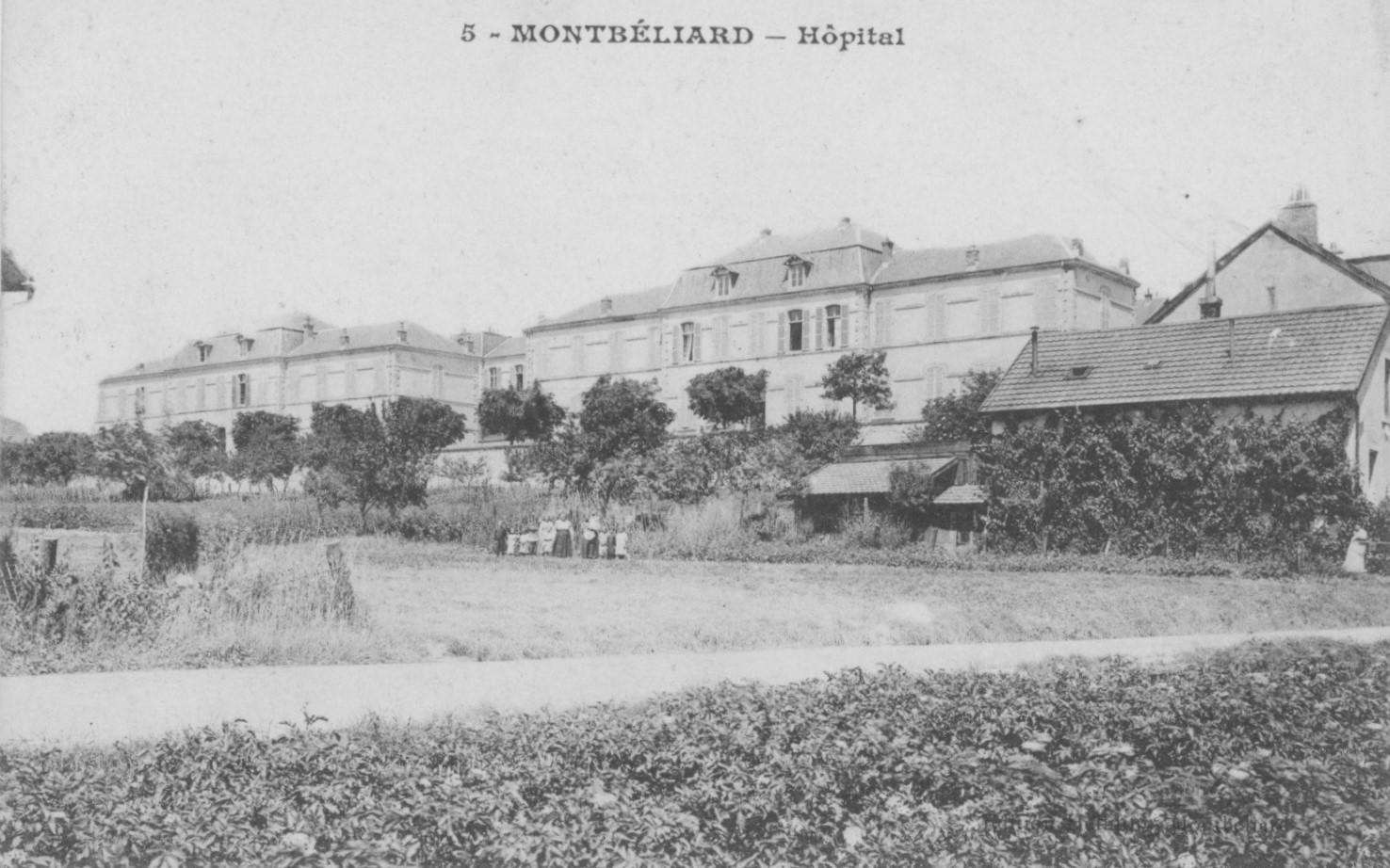

Les pavillons de lits de l'hôpital de Montbéliard comprennent deux grandes salles communes de 12 lits chacunes par niveau, l'une pour les hommes et l'autre pour les femmes. Les deux salles sont reliées entre elles par un long dégagement qui permet d'accéder aux autres pièces. Les WC et les lavabos sont séparés entre hommes et femmes mais il n'y a qu'une salle de bains. Il y a également une tisanerie, un bureau pour le médecin, une salle d'isolement, un vestibule donnant sur la porte d'entrée, l'escalier entre étages, enfin il y a une local surveillant pour les femmes et un autre pour les hommes.

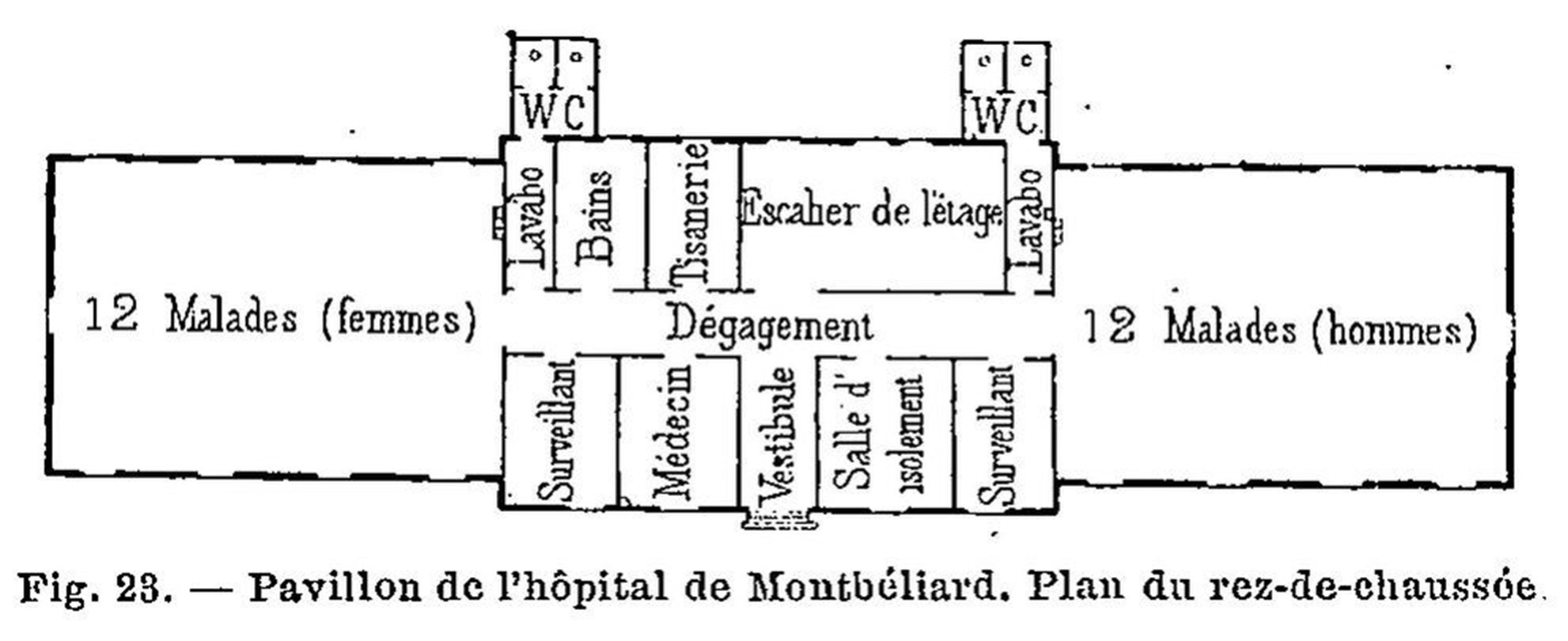
Plan d'un pavillon de lit.

En 1925, deux constructions permettent l'ajout de 150 lits. Sous l'effet de l'expansion économique, la population du secteur de Montbéliard augmente fortement. La construction d'un nouveau bâtiment d'hospitalisation est en projet,.

Carte du centre hospitalier André Boulloche avec les aménagements successifs.

Le 20 juillet 1964, l'hôpital de Montbéliard devient par décret l'hôpital intercommunal du district urbain du pays Montbéliard. En 1966, les travaux d'agrandissement sont jugés comme étant d'une « urgente nécessité ». Le district n'est pour autant ni propriétaire de l'hôpital ni responsable des travaux, il intervient en revanche dans le financement via des subventions. Les travaux d'agrandissement de 22 000 000 francs pour les bâtiments et 5 800 000 francs pour l'équipement sont financés à 40 % par l'état, 30 % par la Sécurité sociale et 30 % par le district. Ce dernier a toutefois décidé de l'imiter sa participation à 8 000 000 francs. Après avoir versé 6 500 000 francs dans les caisses de l'hôpital grâce à des emprunts, un dernier emprunt de 1 500 000 francs est contracté en 1966.
L'hôpital devient un Centre hospitalier pour répondre aux besoins d'une population de 200 000 habitants, après l'inauguration d'un grand bâtiment de type hôpital-bloc. Construit en béton et comportant onze niveaux, il permet d'accueillir les nouveaux services et 360 malades. L'école d’infirmières ouvre ses portes en 1973. La même année est créé le site du Mittan avec service de psychiatrie à 800 mètres au nord-ouest de l'hôpital,.

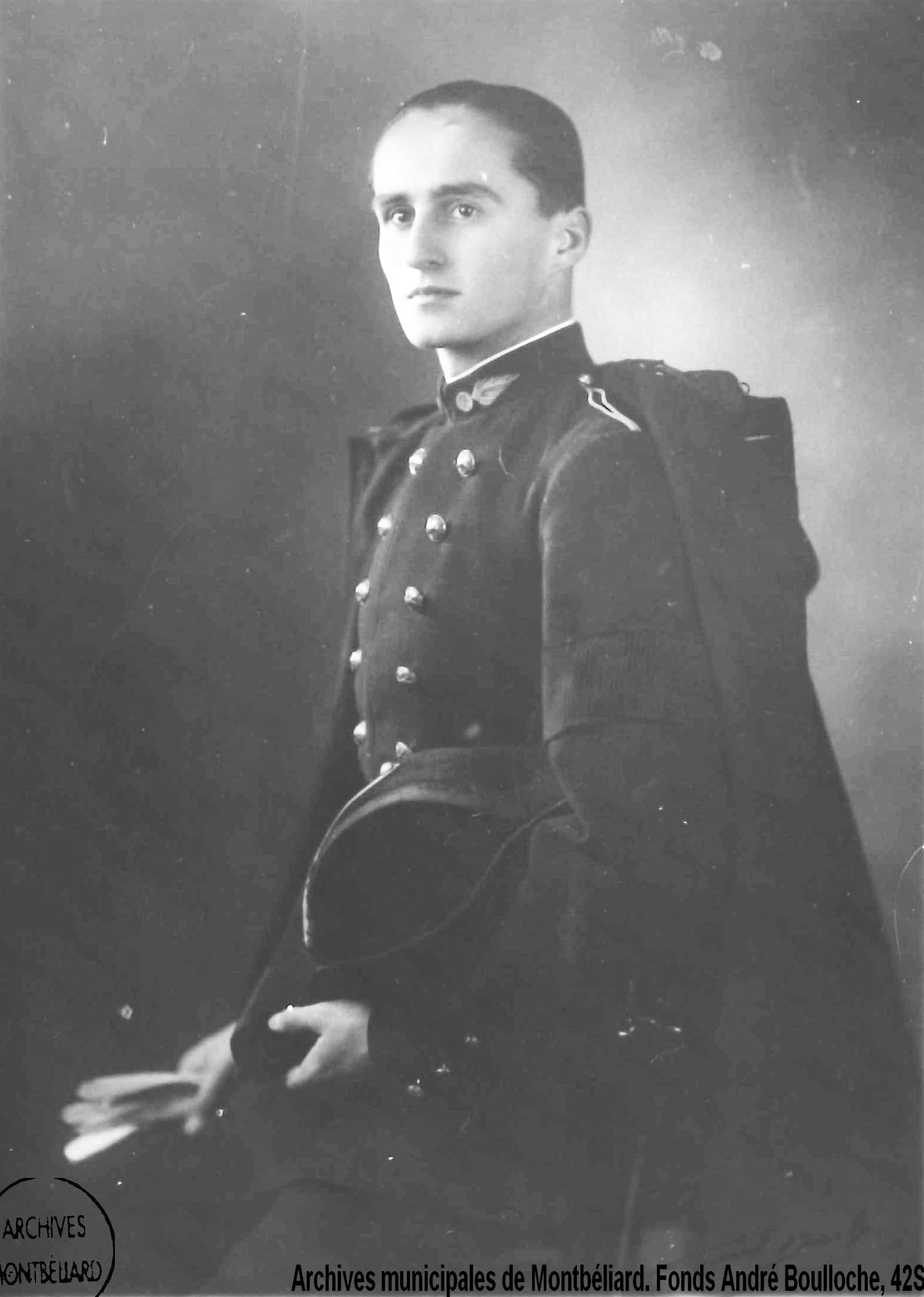
André Boulloche (polytechnicien), ancien maire.

En 1978, le centre hospitalier est baptisé « André-Boulloche », en hommage au maire de Montbéliard disparu en cours de mandat dans un accident d’avion. L'année suivante, un nouveau bâtiment est construit pour abriter les laboratoires et la médecine préventive. Le service d'oncologie et de radiothérapie s'installe sur le site du Mittan qui deviendra le deuxième centre de lutte contre le cancer en Franche-Comté après le CHU de Besançon. En 1980, une nouvelle aile est ajoutée avec sept unités de soins et 180 lits supplémentaires. Cinq ans plus tard, un centre de guidance infantile (accompagnement d'enfants ayant des troubles physiques ou psychiques) est ouvert dans le quartier de la Petite Hollande. En 1987, un service de médecine nucléaire est activé au centre hospitalier André-Boulloche.
En 1991 le long séjour baptisé Maison Joly (ancien directeur de 1969 à 1979) est créé. Une IRM est installé en octobre 1994, il reçoit les patients du centre hospitalier de Belfort qui ne sera équipé d'un tel appareil qu'en 2006 face à la hausse de la demande. Un accélérateur de particules est mise en place en 1995. L'ultime extension sur 7 niveaux du centre hospitalier est ouverte en mai 1998. Elle accueille deux secteurs autonomes. Dans les premiers étages, néphrologie - dialyse et consultations externes. Dans les étages supérieurs, la « maison de la mère et de l’enfant » qui regroupe gynécologie, maternité et pédiatrie,.

Le centre hospitalier dans les années 2010.
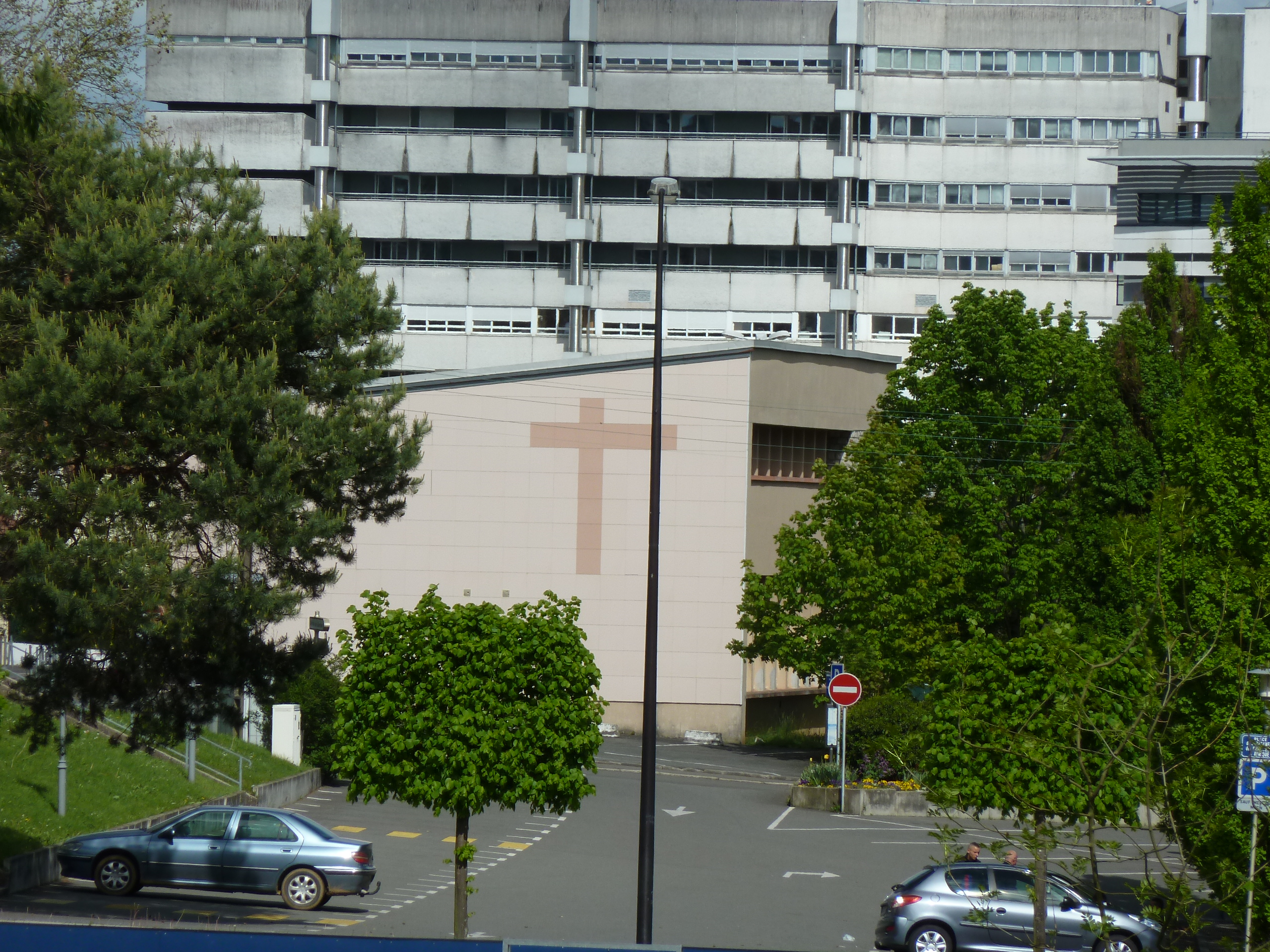
Une façade.
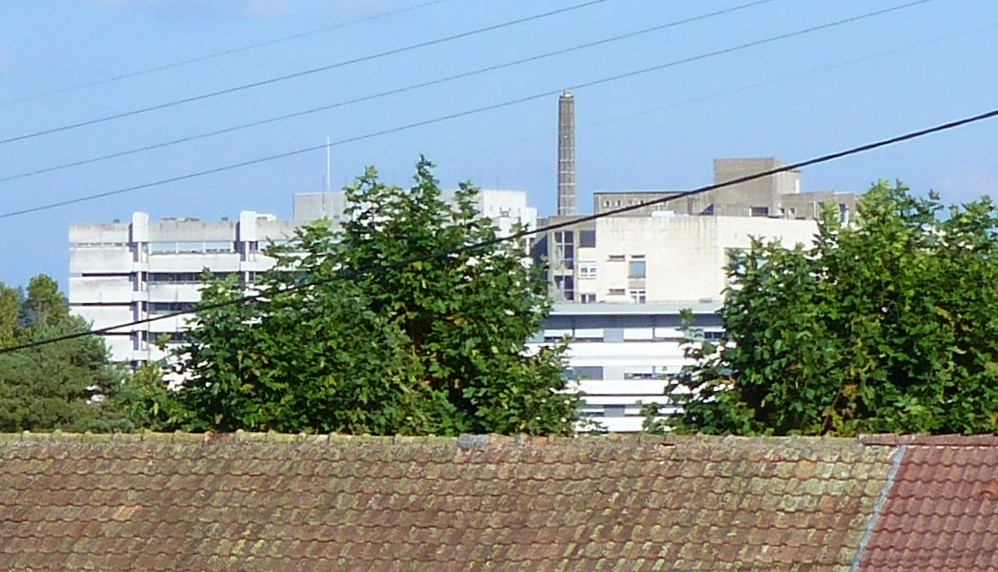
Vue éloignée.
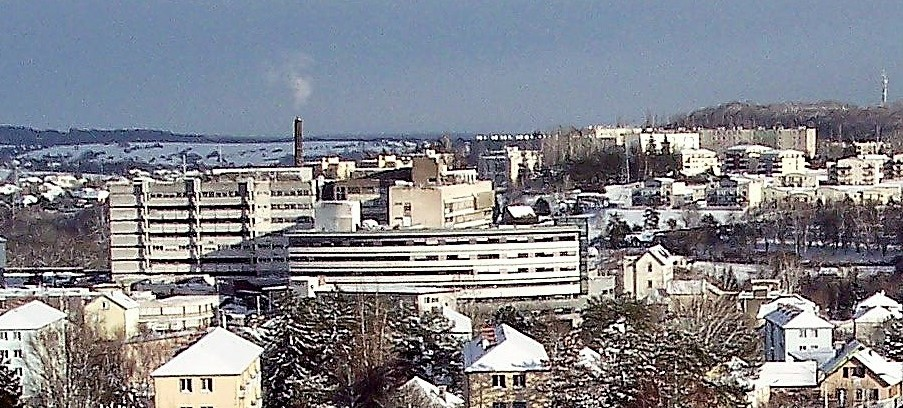
Vue générale en hiver.

En 2007, il est le seul hôpital de l'est de la France à posséder un lithotriteur à demeure. Dans les années 2010 un nouvel hôpital est construit à Trévenans pour remplacer l'hôpital André-Boulloche et le Centre hospitalier de Belfort. Les services administratifs et techniques sont les premiers à déménager entre le 12 et le 16 décembre 2016 puis les services médicaux entre janvier et mars 2017,. Les urgences sont renforcées une quatorzaine d'heures la journée du 1er février pour accueillir les patients du Territoire de Belfort, le temps que le site de Trévenans soit ouvert. Les urgences de Montbéliard ferment finalement le 27 février. Les deux maternités, les urgences gynécologiques et pédiatriques sont transférées par étapes entre le 19 et le 21 février sur le nouveau site de Trévenans. Les urgences gynécologiques et pédiatriques ferment d'abord à Montbéliard et c'est l'hôpital de Belfort qui assure temporairement le relais. La gériatrie de Montbéliard, dernier service de l'hôpital André-Boulloche est transféré le 8 mars,.

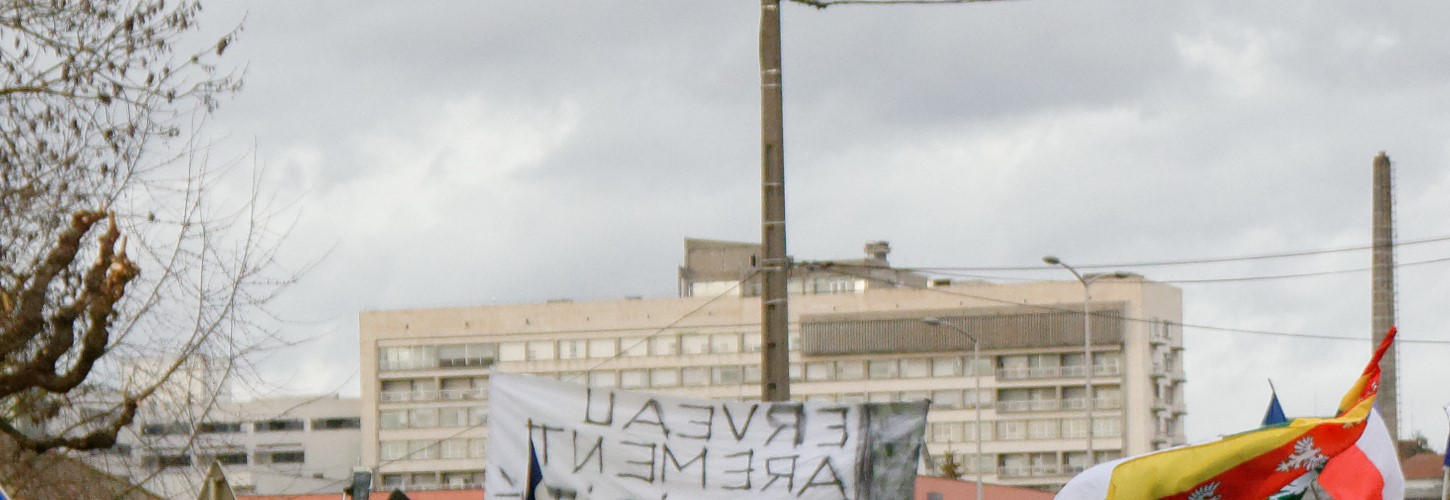
Vue du site désaffecté, en 2019.

Fermé définitivement le 8 mars 2017,, le site est peu concerné par les démolitions contrairement à celui de Belfort. Rachetés par des promoteurs privés en décembre 2017, les bâtiments principaux sont conservés, réhabilités et reconvertit en logements (y compris une résidence sénior), commerces (dont pharmacie), cabinets médicaux et bureaux (notamment des entreprises en informatique). Les 17 000 m2 disponibles trouvent preneurs en quelque mois. Un supermarché est construit sur le parking. L'ancien hôpital devient un quartier à part entière appelé « Les Hauts du Miémont »,,.

### Hôpital de Trévenans (depuis 2017)
En 2004, il est décidé de remplacer les deux hôpitaux de Belfort et de Montbéliard par un site unique « médiant », implanté à Trévenans qui ouvre ses portes en janvier 2017, entraînant la fermeture des deux autres hôpitaux au mois de mars suivant, après le transfert progressif de tous les services,.

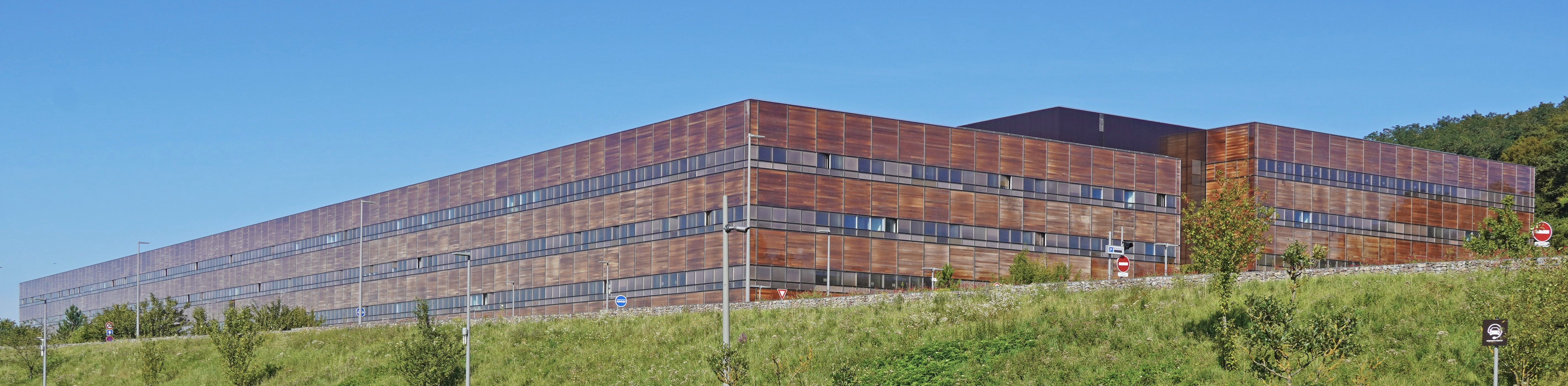
Vue générale du bâtiment principal de l'hôpital de Trévenans.

## Spécialités
L'hôpital de Montbéliard accueille les services et matériels suivants :
- médecine, chirurgie, obstétrique, urologie ;
- service d'imagerie médicale doté d'une IRM et d'un scanner ;
- unité d’hémodialyse - néphrologie
- un accélérateur de particules
- médecine nucléaire
- service de soins de longue durée
- service d’Oncologie – Radiothérapie
- soins de suite et de réadaptation (SSR).

Carte de l'hôpital de Belfort avec les principaux services :
Aile AB bâtiment de médecine et de chirurgie - imagerie médicale - médecine nucléaire ;
Aile C bâtiment de médecine et de chirurgie - réanimation - urgences ;
Aile D secteur femme, mère, enfant - néphrologie - hémodialyse - rééducation fonctionnelle - consultations d'ORL ;
D OSMOSE (dialyse) ;
E équipe mobile de soins palliatifs ;
H3 morgue ;
i école d'infirmier ;
J chapelle ;
Y laboratoires de biologie médicale et électroencéphalographie.